# 음의 별자리
점성술에서 음(陽)의 별자리는 소극적이고, 정적이며, 수동적이고, 야간의 또는 여성성의 별자리들로써 황도대의 짝수의 순서에 있는 여섯 개의 별자리이다. 황소자리, 게자리, 처녀자리, 전갈자리, 염소자리, 물고기자리.
이 별자리들은 흙과 물의 삼궁들을 구성한다.

## 개요
점성술에는 음(陰)과 양(陽) 이렇게 두 개의 무리가 있다. 황도대와 관련된 음의 별자리는 황소자리와 게자리, 처녀자리, 전갈자리, 염소자리 그리고 물고기자리이다. 황도대와 관련된 양의 별자리는 양자리와 쌍둥이자리, 사자자리, 천칭자리, 사수자리 그리고 물병자리이다. 한 사람의 정확한 출생 시간과 장소에 근거해서 황도대의 별자리는 그 두 무리로 나뉜다. 양의 별자리와 음의 별자리는 각각 양자리와 황소자리를 시작으로 하나의 별자리씩 건너서 계속 이어진다.

## 다른 용어
양의 별자리와 음의 별자리는 각각 양성태양궁(陽性太陽宮, negative-sunsign)과 음성태양궁(陰性 太陽宮, positive-sunsign)이라고도 불린다. 점성술에는 그 두 무리를 구분하는 많은 용어가 있다. 스탠던은 점성가들에 따라서 그러한 별자리들이 다른 이름으로 불릴 수도 있음을 설명한다. 예를 들어, 어떤 점성가는 양의 별자리를 남성성의 별자리로 음의 별자리를 여성성의 별자리로 부를 수도 있다. 각각의 별자리는 능동적인 별자리와 수동적인 별자리 또는 적극적인 별자리와 소극적인 별자리의 두 가지의 주요 유형으로도 분류된다. 일반 규칙에 의하면, 능동형은 남성성이라 불리며, 수동형은 여성성이라 불린다.

## 음의 황도대
음성과 연관된 황도대의 별자리는 황소자리와 게자리, 처녀자리, 전갈자리, 염소자리 그리고 물고기자리이다. 여기서, 음과 양의 용어를 구분하는 데 있어서는 어떠한 가치판단의 기준도 없다는 것에 유의할 필요가 있다. 그것들은 한 쪽은 양극 한쪽은 음극인 자석의 두 극에 비유된다. 그 양쪽의 어느 쪽도 "좋다"거나 "나쁘다"의 뜻이아니며, 단지 다를 뿐이다.

## 태양궁 효과
태양궁 효과는 열두 별자리에게 높고 낮은 외향성 점수가 번갈아 부여되는 것이다. 내향적인 사람은 혼자 있을 때 힘을 얻고, 다른 사람들과 함께 할 때 힘을 소비한다. 외향적인 사람은 사회화로부터 힘을 얻으며 혼자 있을 때 힘을 소비한다. 얀 J.F. 반 루이는 음성 태양궁을 가진 사람이 내향적이고 양성 태양궁을 가진 사람이 외향적인지를 알아보기 위해서 점성술 대 심리학으로 외향성과 내향성의 정도를 실험했다. 반 루이는 한 편으로는 점성학적 지식을 가진 사람들에 대해서, 다른 한편으로는 점성학적 지식에 문외한인 사람들에 대해서 그 실험을 이행했다. 그의 결과는 음성 태양궁의 사람들은 외부 세계에 대한 반응성이 떨어지며 따라서 점성학적 정보에 의해서 쉽게 동요되지 않으며, 그들의 생각과 감정에 충실함을 나타냈다 그의 요점인 즉슨, 음성 태양궁을 가지고 태어난 사람들은 내향적이며, 양성 태양궁을 가지고 태어난 사람들은 외향적이다.

## 음의 별자리와 연관된 원소
음의 별자리에 속한 사람들과 결부된 원소는 흙과 물이다. 흙은 황소자리와 처녀자리 그리고 염소자리의 원소이다. 물은 게자리와 전갈자리 그리고 물고기자리의 원소이다. 그 원소들은 별자리들의 기본 특징이며, 성격의 근본 양상을 드러낸다. "물의 별자리는 감정의 물결에 동조하며, 종종 심정을 해석하는 탐지기를 내재하고 있는 것처럼 여겨진다. 그러함은 그들에게 관계에 있어서 온정을 드러낼 때와 기다릴 때를 아는 특별한 민감성을 부여한다. "그들은 최선의 상태일 때, 사람들을 이끄는 치유력을 갖게 되지만, 최악의 상태일 때, 그들과 가장 가까운 사람들의 생명력을 소모시키는 심령적 흡혈귀가 된다." 홀은 물의 별자리가 그것들의 감정과 더 조화하며, 그것들을 드러내는 것을 더 수월하게 생각한다고 설명한다. 물의 별자리는 막연한 상황을 실제적으로 만든다. 예를 들면, 그것들은 문제를 찾아 그것을 고친다. "흙의 별자리는 감각적인데, 그러함은 그들이 오감을 통해 삶과 관계한다는 의미이다. 그것들은 조밀한 물질계를 파악하는데는 시간을 소요하며 다른 원소들 보다 더 늦고 철저한 절차로 작용할 수 있다. 그것들은 무엇이 진실인가에 대해서 목적을 두고 있는데, 그러함은 때때로 그것들을 명백한 결과를 만들어 낼 수 있을 만큼 매우 생산적으로 만든다." 홀에 의해서 흙의 별자리는 흙의 사람들로 묘사된다 그 별자리들은 몰질계에 초점을 맞추는 것과는 반대로 평화를 야기하도록 우리를 대지와 관계시키는 데 초점을 두고 있다.

## 같이 보기
- 삼궁
- 별자리의 원소와 양상